# آگوستین آلیونه
آگوستین آلیونه (انگلیسی: Agustín Allione؛ زادهٔ ۲۸ اکتبر ۱۹۹۴) بازیکن فوتبال اهل آرژانتین است.
از باشگاه‌هایی که در آن بازی کرده‌است می‌توان به باشگاه فوتبال روساریو سنترال و باشگاه فوتبال ولز سارسفیلد اشاره کرد.
وی همچنین در تیم‌های ملی فوتبال Argentina national under-17 football team و زیر ۲۰ سال آرژانتین بازی کرده‌است.